# Phelliactis japonica
Phelliactis japonica is een zeeanemonensoort uit de familie Hormathiidae.
Phelliactis japonica is voor het eerst wetenschappelijk beschreven door Wassilieff in 1908.